# Алкоа (Теннессі)
Алкоа (англ. Alcoa) — місто (англ. city) в США, в окрузі Блаунт штату Теннессі. Населення — 10 978 осіб (2020).

## Географія
Алкоа розташована за координатами 35°48′34″ пн. ш. 83°58′33″ зх. д. / 35.80944° пн. ш. 83.97583° зх. д. (35.809570, -83.975857).  За даними Бюро перепису населення США в 2010 році місто мало площу 40,55 км², з яких 38,16 км² — суходіл та 2,39 км² — водойми.

### Клімат
| Клімат : Алкоа        | Клімат : Алкоа | Клімат : Алкоа | Клімат : Алкоа | Клімат : Алкоа | Клімат : Алкоа | Клімат : Алкоа | Клімат : Алкоа | Клімат : Алкоа | Клімат : Алкоа | Клімат : Алкоа | Клімат : Алкоа | Клімат : Алкоа | Клімат : Алкоа |
| Показник              | Січ.           | Лют.           | Бер.           | Квіт.          | Трав.          | Черв.          | Лип.           | Серп.          | Вер.           | Жовт.          | Лист.          | Груд.          | Рік            |
| Середній максимум, °C | 7,8            | 10,6           | 15,0           | 20,6           | 25,0           | 28,9           | 30,6           | 30,0           | 26,7           | 20,6           | 15,0           | 10,0           | 20,1           |
| Середній мінімум, °C  | −1,1           | 0,0            | 2,8            | 7,8            | 12,8           | 16,7           | 20,0           | 18,9           | 15,0           | 7,8            | 2,8            | 0,0            | 8,7            |
| Норма опадів, мм      | 117            | 112            | 132            | 97             | 99             | 102            | 117            | 79             | 74             | 69             | 97             | 117            | 1207           |
| --------------------- | -------------- | -------------- | -------------- | -------------- | -------------- | -------------- | -------------- | -------------- | -------------- | -------------- | -------------- | -------------- | -------------- |
| Джерело: Weatherbase  |                |                |                |                |                |                |                |                |                |                |                |                |                |

## Демографія
Згідно з переписом 2010 року, у місті мешкало 8449 осіб у 3693 домогосподарствах у складі 2288 родин. Густота населення становила 208 осіб/км².  Було 4175 помешкань (103/км²).
Расовий склад населення:
| - 79,1 % — білих - 14,0 % — чорних або афроамериканців - 0,5 % — азіатів - 0,2 % — корінних американців - 3,6 % — осіб інших рас |

До двох чи більше рас належало 2,6 %. Частка іспаномовних становила 6,8 % від усіх жителів.
За віковим діапазоном населення розподілялося таким чином: 21,7 % — особи молодші 18 років, 62,0 % — особи у віці 18—64 років, 16,3 % — особи у віці 65 років та старші. Медіана віку мешканця становила 40,3 року. На 100 осіб жіночої статі у місті припадало 91,4 чоловіків;  на 100 жінок у віці від 18 років та старших — 87,9 чоловіків також старших 18 років.
Середній дохід на одне домашнє господарство  становив 47 423 долари США (медіана — 36 215), а середній дохід на одну сім'ю — 55 790 доларів (медіана — 44 800). Медіана доходів становила 34 375 доларів для чоловіків та 26 406 доларів для жінок. За межею бідності перебувало 24,8 % осіб, у тому числі 39,5 % дітей у віці до 18 років та 9,6 % осіб у віці 65 років та старших.
Цивільне працевлаштоване населення становило 3754 особи. Основні галузі зайнятості: освіта, охорона здоров'я та соціальна допомога — 28,3 %, роздрібна торгівля — 14,0 %, виробництво — 13,8 %.